# Круглоозёрное (Новосибирская область)
Круглоозёрное — село в Убинском районе Новосибирской области. Административный центр Круглоозерного сельсовета.

## География
Площадь села — 129 гектаров.

## Население
| 2002 | 2007  | 2010 |
| ---- | ----- | ---- |
| 952  | ↗1000 | ↘829 |

## Инфраструктура
В селе по данным на 2007 год функционируют 1 учреждение здравоохранения и 1 учреждение образования.